# Animal Crossing (franchise)
Animal Crossing is een mediafranchise gebaseerd op karakters uit de gelijknamige spelserie. De franchise bestaat voornamelijk uit computerspellen, maar telt ook amiibo, speelkaarten en een film.
De franchise begon in 2001 met het Japanse spel Dōbutsu no Mori (どうぶつの森, Nederlands: Dierenbos) voor de Nintendo 64, dat nog datzelfde jaar werd uitgebracht als Animal Crossing voor de Nintendo GameCube. In totaal zijn er meer dan 30 miljoen computerspellen verkocht, en is een van Nintendo's succesvolle mediafranchises.

## Opzet van de spellen
De Animal Crossing-spelserie zijn levenssimulatiespellen waarin de speler aankomt in het dorp. Deze krijgt een huis om in te wonen, maar moet de lening afbetalen in de geldende valuta 'Bells' ('Klingels' in het Nederlands). Bells kunnen verdiend worden door het uitvoeren van klusjes en het verkopen van gevangen vissen en insecten. Met Bells kunnen ook meubels en kleding worden gekocht. In het vierde deel in de serie, New Leaf, is de speler zelf de burgemeester van het dorpje. In het vijfde deel, New Horizons, verhuist de speler naar een onbewoond eiland met twee andere bewoners en wordt aangesteld als eilandwoordvoerder.
Het dorp wordt bewoond door personages waarmee de speler interactie heeft. Dit zijn antropomorfe dieren die het dorp intrekken en verlaten gedurende het spelverloop. In Animal Crossing kan de speler maximaal 15 dorpelingen in het dorp hebben. In Wild World is dit aantal verlaagd naar 7, waarna het in City Folk weer werd verhoogd naar 10. Dit aantal is zo gebleven in New Leaf en New Horizons.
De spellen maken gebruik van de interne klok om in het spel de datum en tijd bij te houden. Hiermee veranderen de seizoenen, en op speciale dagen zijn er evenementen. Tot en met New Leaf liepen de seizoenen enkel gelijk met het Noordelijk halfrond, in New Horizons kan de speler zelf kiezen of zij op het Noordelijk of Zuidelijk halfrond spelen. Deze keuze heeft niet alleen invloed op het weer, maar ook op welke soorten vissen en insecten (en in New Horizons ook diepzeewezens) er gevangen kunnen worden.

## Media in de franchise

### Computerspellen
| Jaar | Titel                                 | Platform        | Regio      | Verkoopcijfers | Opmerkingen                                                           |
| ---- | ------------------------------------- | --------------- | ---------- | -------------- | --------------------------------------------------------------------- |
| 2001 | Dōbutsu no Mori                       | Nintendo 64     | Japan      | 2,32 miljoen   |                                                                       |
| 2001 | Dōbutsu no Mori +                     | GameCube        | Japan      | 2,32 miljoen   | Directe port van de Nintendo 64 game en een paar extra spelelementen. |
| 2002 | Animal Crossing                       | GameCube        | Wereldwijd | 2,32 miljoen   | Een port van Dōbutsu no Mori + met vele verwesterde spelelementen.    |
| 2003 | Dōbutsu no Mori e+                    | GameCube        | Japan      | 2,32 miljoen   | Een port van Animal Crossing, maar wel met Japanse spelelementen.     |
| 2005 | Animal Crossing: Wild World           | Nintendo DS     | Wereldwijd | 11,75 miljoen  |                                                                       |
| 2006 | Dòngwù Sēnlín                         | iQue            | China      | ca. 10.000     | Een Chinese port van het Nintendo 64-spel.                            |
| 2008 | Animal Crossing: Let's Go to the City | Wii             | Wereldwijd | 4,32 miljoen   | Ook bekend als City Folk in de NTSC-regio.                            |
| 2013 | Animal Crossing: New Leaf             | Nintendo 3DS    | Wereldwijd | 11,94 miljoen  | In 2016 kwam een grote update uit, Welcome amiibo.                    |
| 2020 | Animal Crossing: New Horizons         | Nintendo Switch | Wereldwijd | 31,18+ miljoen |                                                                       |

### Afgeleide spellen
| Jaar | Titel                                | Platform     | Verkoopcijfers/downloads |
| ---- | ------------------------------------ | ------------ | ------------------------ |
| 2015 | Animal Crossing: Happy Home Designer | Nintendo 3DS | 3,32 miljoen             |
| 2015 | Animal Crossing: amiibo Festival     | Wii U        | 26.325                   |
| 2017 | Animal Crossing: Pocket Camp         | Android, iOS | 15 miljoen               |

### Applicaties
| Jaar | Titel                       | Platform     |
| ---- | --------------------------- | ------------ |
| 2009 | Animal Crossing Clock       | Nintendo DSi |
| 2009 | Animal Crossing Calculator  | Nintendo DSi |
| 2013 | Animal Crossing Plaza       | Wii U        |
| 2015 | Photos with Animal Crossing | Nintendo 3DS |

### Dōbutsu no Mori
Animal Crossing was in eerste instantie een spel voor de Nintendo 64 dat slechts in Japan werd uitgebracht als Dōbutsu no Mori. Later werd dit spel overgezet naar de GameCube als Dōbutsu no Mori +. Door het succes van dit spel besloot Nintendo het ook in andere delen van de wereld uit te geven, nu als Animal Crossing. In Japan waren ze onder de indruk van de internationale versie van het spel dat ze het opnieuw in eigen land uitbrachten als Dōbutsu no Mori e+. Dòngwù Sēnlín (动物森林) is een kopie van het originele spel dat alleen op het Chinese spelsysteem iQue is uitgebracht.

### Amiibo en speelkaarten
Er zijn in de franchise ook diverse amiibo verschenen. Het spel amiibo Festival voor de Wii U maakt gebruik van de amiibo om te kunnen spelen. In totaal zijn er 16 figuren verschenen.
Met het uitkomen van Happy Home Designer verscheen de eerste serie speelkaarten die uit 100 stuks bestaat. Op elke kaart staat een inwoner van Animal Crossing. Er zijn vier reeksen verschenen met in totaal 400 kaarten.

### Film
In 2006 kwam de film Gekijōban Dōbutsu no Mori (劇場版 どうぶつの森, Nederlands: Dierenbos De Film) uit. De film is alleen in Japan uitgekomen en werd gedistribueerd door filmstudio Toho. Dōbutsu no Mori bracht in Japan 1,8 miljard yen op (ca. 13,5 miljoen euro). Het verhaal gaat over een meisje dat verhuist naar een dorp dat wordt bewoond door antropomorfe dieren.

## Personages
In de franchise komen vele personages voor. Sommigen komen tijdelijk in het dorp wonen of zijn alleen op speciale dagen te zien. Enkele niet-speelbare figuren die in de meeste spellen terugkomen zijn:
- Tom Nook, een bruine wasbeer, heeft tot New Leaf een winkel waar de speler spullen kan kopen en verkopen. In New Horizons runt hij het bedrijf Nook Inc., waarmee hij het Eilandleven-pakket aanbiedt.
- Rover, een blauwe kat, zet het spel op voor de speler. In New Horizons wordt dit niet meer door Rover gedaan, maar door Timmy en Tommy. Rover heeft in mei 2020 als een seizoensgebonden evenement-NPC toch een cameo gemaakt.
- De Able Sisters, drie egels met verschillende kleuren, runnen een kledingwinkel waar kleding gekocht kan worden en eigen ontwerppatronen gemaakt kunnen worden. In deze winkel werken Mabel Able, de verkoopster, en Sable Able, de naaister die in het achterste hoekje van de winkel zit. Ook zus Label Able zit in de kledingindustrie. In New Leaf werkt zij nog in het accessoire-gedeelte van de winkel, maar in New Horizons heeft zij de winkel verlaten om het eigen modemerk 'Labelle' op te richten.
- K.K. Slider, een Jackrussellterriër, is een zeer bekende muzikant binnen het spel. K.K. treedt op zaterdagavonden op, waar hij aangevraagde nummers speelt. In New Leaf is hij een diskjockey in Club LOL in plaats van een muzikant.
- Isabelle, een Shih tzu, is de gemeentelijk ambtenaar in New Leaf en in New Horizons runt ze samen met Tom Nook de Servicebalie. Ook doet ze in New Horizons de dagelijkse aankondigingen op het lokale radiostation
- Crazy Redd (ook wel Jolly Redd), heeft een winkel met bijzondere koopwaar, voornamelijk kunst. De kunstwerken die hij verkoopt zijn soms namaak, te herkennen aan kleine afwijkingen van het echte kunstwerk.
- Pelly en Phyllis, respectievelijk een witte en roze pelikaan, werken op het postkantoor en ontvangen de post. Hun broer Pete, ook een witte pelikaan, bezorgt de post. Vanaf New Horizons zijn zij uit het spel gehaald en vervangen door een kaartenrek op het vliegveld.
- Mr. Resetti, een mol die de speler een preek geeft als het spel niet is opgeslagen, is alleen te zien wanneer de speler zijn spel niet bewaard heeft. Door de autosave-functie in New Horizons heeft hij deze baan ingewisseld voor een baan bij de reddingsdienst.
- Tortimer, een bejaarde schildpad, is tot zijn pensioen in New Leaf burgemeester. Hierrna verzorgt hij minispellen op zijn persoonlijke eiland. In New Horizons kun je zijn opslag gebruiken.

## Ontvangst en verkoop
De Animal Crossing-spellen werden allen positief ontvangen. De vier spellen uit de hoofdserie vallen onder best verkochte titels voor hun respectievelijke spelcomputer. Van het spel amiibo Festival werden slechts 26.325 exemplaren verkocht en werd een commerciële flop.
| Titel                | Score op Metacritic | Verkochte exemplaren |
| -------------------- | ------------------- | -------------------- |
| Animal Crossing      | 87                  | 2,32 miljoen         |
| Wild World           | 86                  | 11,75 miljoen        |
| Let's Go to the City | 73                  | 3,38 miljoen         |
| New Leaf             | 88                  | 11,59 miljoen        |
| New Horizons         | 90                  | 37,62 miljoen        |

## In andere media
Speelbare karakters uit Animal Crossing zitten in de spellen Mario Kart 8, Super Smash Bros. voor 3DS en Wii U en Super Smash Bros. Ultimate, referenties in de applicatie Nintendo Badge Arcade, in Nintendo Land zit een minispel, muziek kan worden gevonden in Wii Music, en in het spel Monster Hunter 4 zijn kostuums van Isabelle en Mr. Resetti toegevoegd.